# Onomiči (Hirošima)

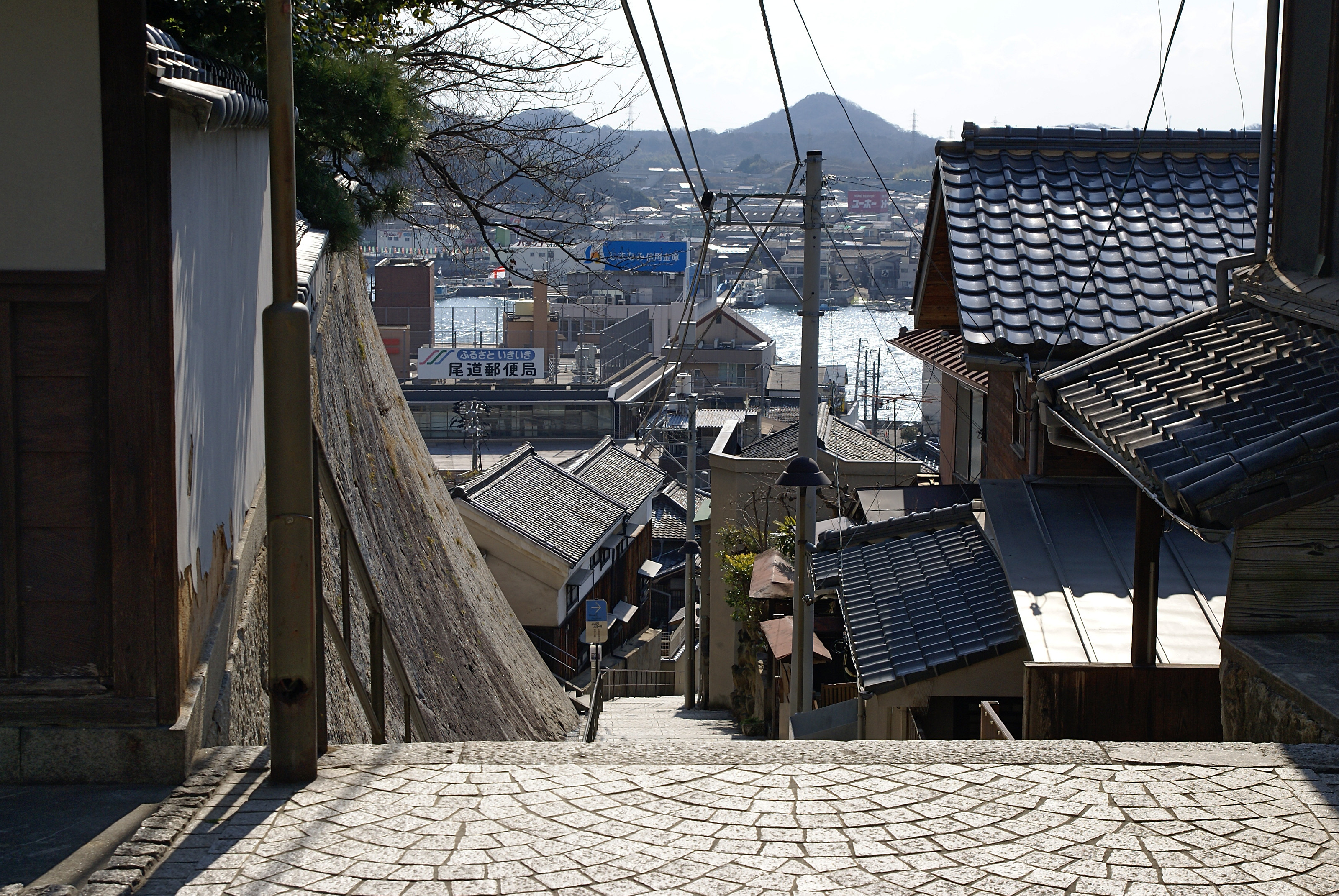
Onomiči

Onomiči (japonsky: 尾道市; Onomiči-ši) je japonské město ležící v prefektuře Hirošima v regionu Čúgoku.
Onomiči, založené v roce 1898, se rozkládá východně od Hirošimy a západně od Fukujamy na březích Vnitřního moře.
K 1. lednu 2008 mělo 148 085 obyvatel a celkovou rozlohu 284,85 km². V květnu roku 2014 zde žilo 138 182 lidí. 

## Partnerská města
- Honfleur
- Čchung-čching